# Maggi Lidchi-Grassi
Maggi Lidchi-Grassi (* 1930 in Paris) ist eine Schriftstellerin und Homöopathin, die in Indien lebt.

## Leben und Werke
Ihre Eltern waren Eliane und Henri Lidchi. Wegen der drohenden Gefahr durch Nazi-Deutschland verließen sie 1937 Europa.
So verbrachte Maggi Lidchi-Grassi die Kriegsjahre in Südafrika und kehrte danach nach Paris zurück. Nachdem sie mit französischen Übersetzungen der Werke Aurobindos in Berührung gekommen war, trat sie 1959 dem Sri Aurobindo Ashram in Puducherry bei und lebt seither dort. Sie ist Herausgeberin von „Domani“, eines vierteljährlich erscheinenden Magazins in italienischer Sprache; es wird seit 1968 vom Ashram veröffentlicht.
Ihre bevorzugte Schriftsprache ist die Englische Sprache.
In ihrem neuesten Buch, „The Great Golden Sacrifice of the Mahabharata“ (Random House India, 2011), interpretiert sie Vyasas Epos aus der Sicht Arjunas.
Zu ihren herausragenden Werken gehören die Romane „Earthman“, „Die erste Frau“, „Der große Herr und die Himmlische Frau“ sowie mehrere Sammlungen von Gedichten, Fabeln, Kurzgeschichten und Theaterstücken.
Sie veröffentlichte ihre Erfahrungen während des Nazi-Regimes und erzählt in dem Buch „Das Licht, das in den Abgrund schien“ etwas vom spirituellen Wirken Sri Aurobindos gegen den Nationalsozialismus und analysiert die okkulten satanischen Kräfte, denen sich Hitler und die führenden Vertreter seiner Bewegung geöffnet hatten.

## Werke auf Deutsch
- Der Große Herr und die Himmlische Frau – der unglaubliche Erlebnisbericht eines GI. E-Book, ISBN 978-3-8442-5682-6
- Das Licht, das in den Abgrund schien. ISBN 81-7058-517-1